# Оаза Кара
29°37′18″ пн. ш. 26°29′51″ сх. д. / 29.62167° пн. ш. 26.49750° сх. д.

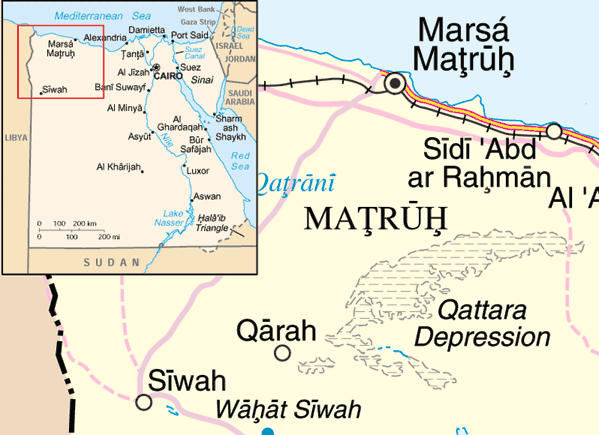
Мапа розташування оази Кара

Кара (Ґара, араб. واحة القارة, Wāḩat Qārah, Qārat Umm eṣ-Ṣugheir) — маленька оаза на північному заході Єгипту. Через свої мізерні розміри й невелику кількість населення Кара часто ігнорується в списку населених єгипетських оаз.

## Розташування
Оаза розташована на північно-західному краї величезної западини Каттара, найбільшої депресії Африки. Це віддалений район, ізольований від світу безкраїми просторами пустелі. Ґрунтова дорога пов'язує Кару з оазою Сива (араб. واحة سيوة, Wāḥat Sīwah), найближчою населеною оазою, розташованою приблизно за 120 км на південний захід.
Адміністративно належить до округу (араб. قِسْم‏, qism) Сива, губернаторство (араб. محافظة, muḥāfaẓah) Матрух.

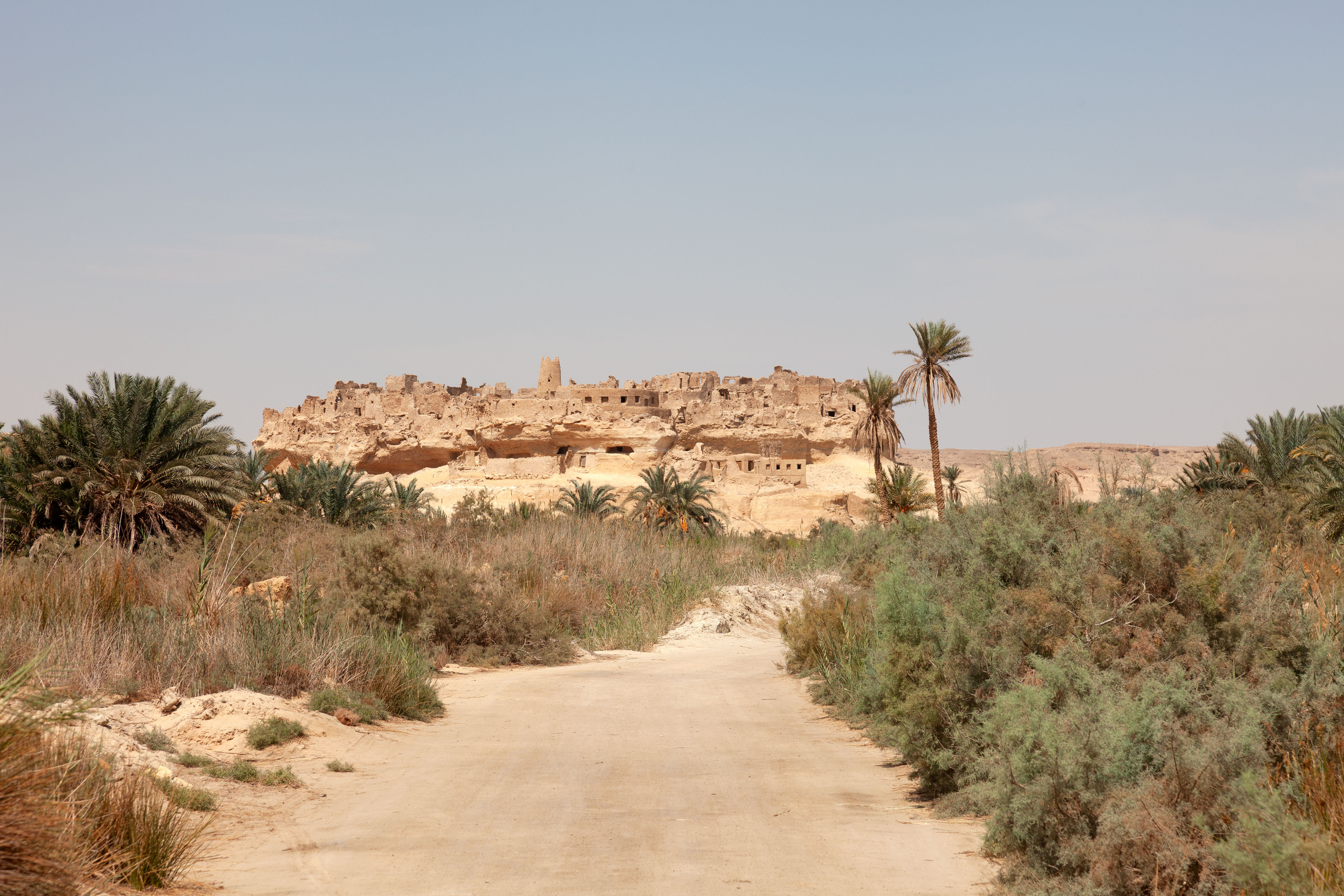
Стара фортеця

## Природа
Природа оази Кара представлена трьома основними екосистемами: край пустелі, сільськогосподарські угіддя і зіпсовані землі. Піщані дюни раптом перетворюються на соковиті сади, а посередині оази розташоване невеличке озеро. Культурні сільськогосподарські землі зайняті переважно гаями фінікової пальми, розкиданими на кілька кілометрів від центра оази. Є ще невеличкі городи, де вирощують овочеві культури. Крім того, значну частину території оази займають землі, які в минулому також культивувалися, але тепер покинуті через засолення або спустелювання.
32 види рослин зафіксовані в оазі, більшість із них космополіти, палеотропічного й пантропічного таксонів. Для рдесника волосовидного (Potamogeton trichoides) оаза Кара є крайнім західним пунктом в Єгипті, де він росте.

## Населення
За переписом 2006 року, населення оази Кара становило 363 особи. Це число суттєво не змінюється протягом багатьох років.
Жителі оази за мовою та культурою помітно відрізняються від населення долини Нілу. Це етнічні бербери, споріднені з населенням оази Сива. Вони говорять сиванською мовою, яка належить до східної гілки берберських мов.
Каранці мають помітно темніший колір шкіри за жителів Сиви.

## Історія

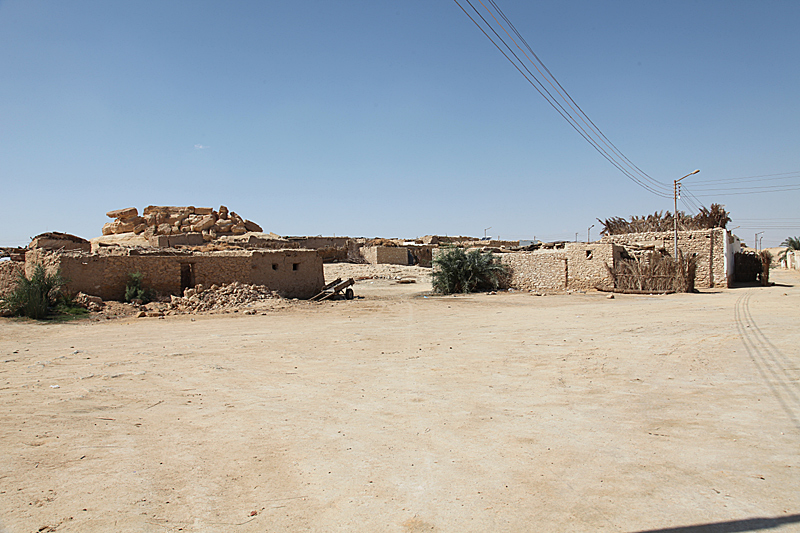
Сучасне село

Оаза розташована на старому караванному шляху з Каїру до Феццану.
На мапі давньогрецького географа Птолемея місце, де зараз розташована Кара, позначене як «табір Александра». Ймовірно, сюдою близько 331 до Р. Х. повертався до Мемфісу Александр Македонський після своїх відвідин оракула Амона в оазі Сива.
Жителі оази ведуть свій родовід від племені гамудат (Hamudat), яке було сумішшю бедуїнів, берберів і суданців. Деякі з них були рабами-втікачами. Сиванці вважають, що каранці є нащадками рабів, куплених зі старих караванів. Це клеймо лежить на них і досі. Та й насправді, ці люди зовні нагадують сільських жителів західного Судану.
У минулому всі жителі оази жили у місті-фортеці, розташованому на вершині схожого на величезний гриб пагорба. За своєю архітектурою місто подібне до фортеці Шалі в оазі Сива. Каранська фортеця чудово використовувала природні форми пагорбу, над якими були надбудовані зовнішні стіни будинків. Оточена високою стіною, ця фортеця була неприступною для пустельних розбійників.
1982 року повінь зруйнувала місто-фортецю й зробила його непридатним для життя. Жителі Кари змушені були залишити пагорб і переселитися на рівнину.

## Культура
Оазу Кара влучно називають «Сива вчора», порівнюючи її із сусідньою оазою. Потрапляючи сюди, ви ніби повертаєтесь назад у минуле.
Каранці живуть виключно за рахунок своїх пальмових гаїв і городини, які зрошуються з колодязів.
Електроенергію отримують від індивідуальних сонячних батарей, які встановили деякі із жителів оази. Ще відносно недавно їх не було тут зовсім.

## Легенди
Є безліч місцевих легенд. Вони, наприклад, пояснюють чому населення залишається тут постійним протягом багатьох років. Місцеві жителі переконані, що містична сила тримає в балансі населення Кари. Вони впевнені, що коли в оазі народжується дитина, наступної ночі має померти хтось із старих людей. Те саме станеться, якщо в оазі поселиться хтось із чужинців. Тому місцеві жителі страшенно бояться залишати на ніч когось із сторонніх.

## Туризм

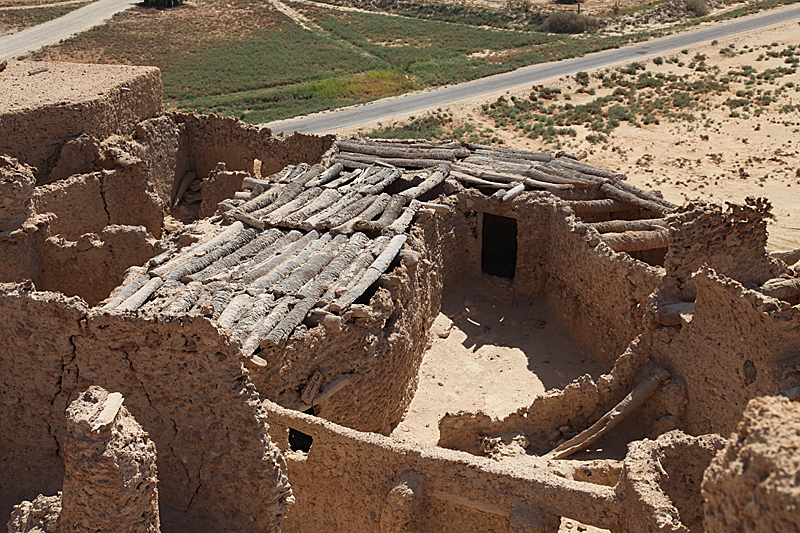
Руїни старого міста

Оазу Кара відвідує мало туристів. В оазі Сива організовують одноденні поїздки автомобілем до Кари. Доводиться їхати, перетинаючи пустелю, туди й назад. Зважаючи на місцеві забобони, годі й думати залишитися в Карі на ніч.
В оазі немає готелів, але люди тут гостинні. Побачивши іноземних туристів, мешканці спиняються, щоб привітати й прислужитися їм. Кара — бідна оаза, але каранці не залишить гостя без їжі та води. Крім того, вони є надзвичайно наполегливими продавцями й на секунду не залишають туристів у спокої.
Головним туристичним об'єктом оази є покинута стара фортеця. Не зважаючи на руйнування, вона збереглася в непоганому стані. Неначе страж, вона стоїть над сучасним селом, оточеним пальмами й озерами.